# Бобассен-Іст
Бобассен-Іст (англ. Beaubassin East, фр. Beaubassin-est) — сільська община в Канаді, у провінції Нью-Брансвік, у складі графства Вестморленд.

## Населення
За даними перепису 2016 року, сільська община нараховувала 6376 осіб, показавши зростання на 2,8%, порівняно з 2011-м роком. Середня густина населення становила 21,9 осіб/км².
З офіційних мов обидвома одночасно володіли 5 015 жителів, тільки англійською — 885, тільки французькою — 460, а 15 — жодною з них. Усього 95 осіб вважали рідною мовою не одну з офіційних.
Працездатне населення становило 63,3% усього населення, рівень безробіття — 15% (18,1% серед чоловіків та 11,7% серед жінок). 89,7% осіб були найманими працівниками, а 9,4% — самозайнятими.
Середній дохід на особу становив $38 867 (медіана $32 710), при цьому для чоловіків — $43 003, а для жінок $34 608 (медіани — $35 695 та $29 077 відповідно).
25,7% мешканців мали закінчену шкільну освіту, не мали закінченої шкільної освіти — 26,9%, 47,4% мали післяшкільну освіту, з яких 27,6% мали диплом бакалавра, або вищий, 15 осіб мали вчений ступінь.
| Статево-вікова структура населення | Статево-вікова структура населення | Статево-вікова структура населення | Статево-вікова структура населення | Статево-вікова структура населення |
| ---------------------------------- | ---------------------------------- | ---------------------------------- | ---------------------------------- | ---------------------------------- |
|                                    |                                    |                                    |                                    |                                    |
| Всього                             | Всього                             | 50,9%49,1%                         |                                    |                                    |
| 0 — 14 років                       | 0 — 14 років                       |                                    | 13,1%                              | 13,1%                              |
| 15 — 64 років                      | 15 — 64 років                      |                                    | 66,5%                              | 66,5%                              |
| 65 і більше                        | 65 і більше                        |                                    | 20,5%                              | 20,5%                              |
| 85 і більше                        | 85 і більше                        |                                    | 1%                                 | 1%                                 |
| Середній вік (років)               | Середній вік (років)               | 45,345,4                           | 45,3                               | 45,3                               |
| Медіана (років)                    | Медіана (років)                    | 49,949,4                           | 49,6                               | 49,6                               |
| — чоловіки — жінки                 |                                    |                                    |                                    |                                    |

| Походження мешканців:     | Походження мешканців:     | Походження мешканців: | Походження мешканців: | Походження мешканців: |
| ------------------------- | ------------------------- | --------------------- | --------------------- | --------------------- |
| Походження                |                           |                       | осіб                  | %                     |
| Корінні американці        | Корінні американці        |                       | 285                   | 4.47%                 |
| Інше північноамериканське | Інше північноамериканське |                       | 5 045                 | 79.14%                |
| Європейське               | Європейське               |                       | 2 720                 | 42.67%                |
| британське                | британське                |                       | 1 110                 | 17.41%                |
| французьке                | французьке                |                       | 1 950                 | 30.59%                |
| українське                | українське                |                       | 10                    | 0.16%                 |
| Латинськоамериканське     | Латинськоамериканське     |                       | 50                    | 0.78%                 |
| Карибське                 | Карибське                 |                       | 15                    | 0.24%                 |
| Африканське               | Африканське               |                       | 25                    | 0.39%                 |
| Азійське                  | Азійське                  |                       | 105                   | 1.65%                 |

| Зайнятість населення за галузями (за класифікацією NOC): | Зайнятість населення за галузями (за класифікацією NOC): | Зайнятість населення за галузями (за класифікацією NOC): | Зайнятість населення за галузями (за класифікацією NOC): | Зайнятість населення за галузями (за класифікацією NOC): |
| -------------------------------------------------------- | -------------------------------------------------------- | -------------------------------------------------------- | -------------------------------------------------------- | -------------------------------------------------------- |
|                                                          |                                                          |                                                          |                                                          |                                                          |
| Управління                                               | Управління                                               |                                                          | 7,8%                                                     | 7,8%                                                     |
| Бізнес, фінанси та адміністрування                       | Бізнес, фінанси та адміністрування                       |                                                          | 15,1%                                                    | 15,1%                                                    |
| Природничі та прикладні науки                            | Природничі та прикладні науки                            |                                                          | 3,9%                                                     | 3,9%                                                     |
| Охорона здоров'я                                         | Охорона здоров'я                                         |                                                          | 6,5%                                                     | 6,5%                                                     |
| Освіта, правозахист, муніципальні та урядові служби      | Освіта, правозахист, муніципальні та урядові служби      |                                                          | 7,1%                                                     | 7,1%                                                     |
| Мистецтво, культура, відпочинок та спорт                 | Мистецтво, культура, відпочинок та спорт                 |                                                          | 0,7%                                                     | 0,7%                                                     |
| Роздрібна торгівля та послуги                            | Роздрібна торгівля та послуги                            |                                                          | 18,4%                                                    | 18,4%                                                    |
| Гуртова торгівля, транспорт та обладнання                | Гуртова торгівля, транспорт та обладнання                |                                                          | 21,4%                                                    | 21,4%                                                    |
| Природні ресурси, сільське господарство                  | Природні ресурси, сільське господарство                  |                                                          | 4,7%                                                     | 4,7%                                                     |
| Виробництво                                              | Виробництво                                              |                                                          | 14,2%                                                    | 14,2%                                                    |

## Клімат
Середня річна температура становить 5,5°C, середня максимальна – 22,5°C, а середня мінімальна – -13,5°C. Середня річна кількість опадів – 1 125 мм.
| Клімат поселення                              | Клімат поселення | Клімат поселення | Клімат поселення | Клімат поселення | Клімат поселення | Клімат поселення | Клімат поселення | Клімат поселення | Клімат поселення | Клімат поселення | Клімат поселення | Клімат поселення | Клімат поселення |
| Показник                                      | Січ.             | Лют.             | Бер.             | Квіт.            | Трав.            | Черв.            | Лип.             | Серп.            | Вер.             | Жовт.            | Лист.            | Груд.            |                  |
| Середній максимум, °C                         | −2,65            | −2,02            | 2,89             | 8,53             | 14,98            | 20,36            | 22,48            | 21,84            | 17,45            | 11,79            | 6,11             | −0,53            |                  |
| Середня температура, °C                       | −8,08            | −7,46            | −2,57            | 3,10             | 9,53             | 14,94            | 18,77            | 18,13            | 13,74            | 8,06             | 2,42             | −4,24            |                  |
| Середній мінімум, °C                          | −13,52           | −12,89           | −8               | −2,33            | 4,10             | 9,50             | 15,07            | 14,42            | 10,03            | 4,37             | −1,29            | −7,94            |                  |
| Норма опадів, мм                              | 104              | 85               | 88               | 80               | 92               | 94               | 91               | 86               | 89               | 103              | 104              | 109              |                  |
| Середньомісячна швидкість вітру, м/с          | 4.96             | 4.83             | 4.92             | 4.76             | 4.37             | 3.93             | 3.64             | 3.56             | 3.92             | 4.41             | 4.75             | 5.08             |                  |
| Середньомісячна сонячна радіація, кДж/м²·день | 5106             | 8525             | 12293            | 15187            | 18345            | 20289            | 20044            | 17651            | 13245            | 8344             | 4837             | 3816             |                  |
| --------------------------------------------- | ---------------- | ---------------- | ---------------- | ---------------- | ---------------- | ---------------- | ---------------- | ---------------- | ---------------- | ---------------- | ---------------- | ---------------- | ---------------- |
| Джерело:                                      |                  |                  |                  |                  |                  |                  |                  |                  |                  |                  |                  |                  |                  |